# 沈南鹏
沈南鹏（1967年12月16日—） （页面存档备份，存于），男，中国企业家、投资人，红杉资本中国基金创始人和合伙人，也是携程旅行网和如家酒店的创始人。

## 生平
1967年12月出生於嘉興海宁, 中學就讀於上海市第二中學。1989年上海交通大學應用數學本科畢業後赴美留學，畢業於耶魯管理學院92屆。
1992年在美国花旗银行工作。1994年到香港任职于雷曼兄弟亚洲公司，1996年跳槽到德意志银行任董事和中国资本市场主管。在Deutsche Bank與汪洋之女汪溪沙相識，隨後跳槽紅杉中國。1999年和季琦、梁建章、范敏创建携程旅行网并于2003年在纽约纳斯达克上市。2002年创建如家酒店并于2006年同样在纽约纳斯达克上市。2005年在红杉基金合伙人迈克尔·莫里茨和道格·莱昂内的支持下和张帆一起做为联合创始人创办红杉资本中国基金。 沈南鹏领导红杉资本，投资了300多家企业，最成功的案例包括京东、大众点评网、美团网、奇虎360、唯品会、極兔速遞和字節跳動等。 2014年建立耶魯北京中心，說服王岐山創辦中金公司的方風雷之女方爱之擔任CEO的真格基金co-founder徐小平和剛上任一年的耶魯大學校長蘇必德出席了剪彩儀式。2015年參加中國發展高層論壇和第八屆中美互聯網論壇。
2018年1月当选第十三届全国政协委员。现任中国证券投资基金业协会理事、耶鲁中国中心理事会主席、中国证券投资基金业协会创业投资基金专业委员会联席主席、香港交易所国际咨询委员会成员、香港X科技创业平台联合创始人和创科香港基金会主席、香港特区行政长官创新及策略发展顾问团成员、耶鲁大学管理学院顾问委员会主席、布鲁金斯学会理事、亚洲协会理事，亚布力中国企业家论坛理事、CCG资深副主席、西湖大学校董、未来论坛理事、上海交通大学校董。
亦與馮波、曹國偉、王興、马化腾和張一鳴有商業往來。
2024年，沈南鵬被曝獲得新加坡永久居留權。

## 相关链接
- https://www.brookings.edu/wp-content/uploads/2017/10/china_20171013_19thpartycongress_wang_yang.pdf （页面存档备份，存于）